# Sándorvölgy (Szlovénia)
Sándorvölgy (korábban Sülincz, szlovénül: Šulinci, vendül Šülinci) falu Szlovéniában a Muravidéken, Péterhegy községhez tartozik.

## Fekvése
Muraszombattól 25 km-re északra, Péterhegytől 3 km-re északnyugatra a magyar határhoz közel, a Vendvidéki-dombság a Goričko területén a Merak-patak partján fekszik. Dombvidéki jellegű szétszórt település. A legutóbbi adatok szerint 211 lakója van.

## Története
Első írásos említése „Sulynch” alakban 1387-ből származik. Ekkor adja Zsigmond király a dobrai uradalmat Felsőlendvai Széchy Miklós nádornak. Előbb a dobrai vár, majd a felsőlendvai uradalom részét képezte. A Széchy család fiágának kihalása után 1685-ban Felsőlendva új birtokosa Nádasdy Ferenc, Széchy Katalin férje lett. Ezután az uradalommal együtt egészen a 19. század második feléig a Nádasdyaké.
Vályi András szerint „SÜLINCZ. Német falu Vas Várm. földes Ura Gr. Nádasdy Uraság, lakosai katolikusok, fekszik Felső Petrótzhoz nem meszsze, mellynek filiája, határja is hozzá hasonlító.”
Fényes Elek szerint „Sülincz, vindus falu, Vas vgyében, a lendvai uradalomban, 39 kath., 146 evang. lak. Ut. p. Radkersburg.”
Vas vármegye monográfiája szerint „Sándorvölgy. Házszám 70, lélekszám 451. Lakosai vendek, vallásuk r. kath. és ág. ev. Postája Tót-Keresztur, távírója Csákány. Határában kavicsbánya van. A község házai a völgyben szétszórtan épültek. Lakosai mint napszámosok keresik kenyerüket a munkaidőben, más vidékeken.”
1910-ben 467, túlnyomórészt szlovén lakosa volt. Iskoláját Hartner Géza muraszombati nagyiparos építtette 1913-ban. Első tanítója Julij Shermann volt. Önkéntes tűzoltóegylete 1932-ben alakult.
A trianoni békeszerződés előtt Vas vármegye Muraszombati járásához tartozott, majd a Vendvidéki Köztársaság, utána a Szerb–Horvát–Szlovén Királyság (1929-től Jugoszlávia) vette birtokba. 1941-45 között újból magyar, után ismét jugoszláv fennhatóság alá került.

## Nevezetességei
- A Hideg-kút a Sándorvölgytől Nádorfa felé menő út közelében található. Kis faházikót építettek föléje. A legenda szerint a törökök a közelében egy arany bölcsőt ástak el. Vize sohasem apad el, sem kemény fagy, sem a legnagyobb szárazság idején.
- Műemlék az 1913-ban épített régi iskola épülete. 1962-ig működött, de a folyamatos karbantartásnak köszönhetően ma is jó állapotban van.